# Caso Delfin
O Caso Delfin começou com a publicação pela Folha de S. Paulo de reportagem que revelava com detalhes um empréstimo de Cr$ 60 bilhões (moeda da época) feito pelo extinto Banco Nacional da Habitação (BNH) ao Grupo Delfin. Os bens dados em garantia estavam superavaliados. O Grupo Delfin foi responsável pelo grande escândalo financeiro que a ditadura militar não conseguiu encobrir. Era dono da maior caderneta de poupança do país, com 3,5 milhões de depositantes. O grupo era a maior sociedade independente de crédito imobiliário do Brasil. Seu ativo era cerca de Cr$ 145 bilhões, sendo a segunda maior rede de poupanças depois da Caixa Econômica Federal.
No final de 1982 veio à tona uma reportagem-denúncia do jornalista José Carlos de Assis expondo a quitação da dívida da empresa Delfin com o Banco Nacional da Habitação (BNH). O Grupo Delfin era a maior empresa privada de crédito imobiliário da época, porém possuía elevados endividamentos junto ao Banco Nacional da Habitação (BNH). No ano de 1982, um acordo previa a entrega de dois terrenos como forma de saldar os Cr$ 60 bilhões devidos. No entanto, os terrenos valiam Cr$ 9 bilhões, cerca de um sexto da dívida. Este acordo fraudulento envolveu os nomes dos ministros Mário Andreazza (Interior), Delfim Netto (Planejamento) e Ernane Galvêas (Fazenda), que chegaram a ser acusados judicialmente por causa do acordo, mas, até hoje, nenhum tipo de punição foi aplicada aos culpados que lesaram milhares de contribuintes.
A reportagem foi publicada no dia 30 de dezembro de 1982 e vinte dias depois acabou levando à falência o grupo Delfin pela retirada de fundos realizada pelos seus clientes. A clientela, da classe média em sua grande maioria, que possuía caderneta de poupança no Grupo assustou-se com a possibilidade de um desfalque e, imediatamente, sacou seu dinheiro.
Em 1983 o Banco Central do Brasil decretou intervenção nas sociedades de crédito imobiliário do Grupo Delfin, que tinha mais de três milhões de depositantes, até que o grupo Delfin pagasse o que restava da dívida de Cr$ 80 bilhões ao Banco Nacional da Habitação (BNH). Mesmo com a intervenção do Banco Central do Brasil, a empresa não conseguiu se manter viva por muito tempo e faliu em 1984, agravando a crise no mercado imobiliário brasileiro, que se estendeu pela década de 1980. A intervenção foi decidida pelo Ministério do Interior, por proposta do Banco Nacional da Habitação (BNH), com o intuito de que as contas dos depositantes fossem transferidas para agências da Caixa Econômica Federal, até que o grupo pagasse o que restava da dívida. O Presidente João Figueiredo hesitou em autorizar a intervenção na Delfin para evitar uma repetição dos traumas financeiros provocados pela intervenções feitas pelo governo Geisel no Banco Halles e na sociedade de crédito imobiliário Vitória Minas. Em abril de 1982, porém, o Chefe da Casa Civil da Presidência, Ministro Leitão de Abreu, considerou preferível a intervenção.
Em 1991 o empresário Ronald Levinsohn fechou um acordo com o Banco Central do Brasil que o permitia levar o que havia sobrado da Delfin, aproximadamente R$ 300 milhões, e pagar a dívida em 13 anos com dois anos de carência. O empresário não pagou nenhuma parte do previsto. O montante da dívida já é maior que um R$ 1 bilhão.
Em 2002 o Superior Tribunal de Justiça (STJ) indeferiu o pedido da Delfin Capitalização S/A, empresa do Grupo Delfin, de extinguir a ação que ela responde na Justiça, sem que fosse julgado o mérito. A decisão foi unânime. Segundo o Ministério Público do Estado de São Paulo, já era do conhecimento público que o Grupo Delfin, incluindo a empresa, foi submetido à liquidação da sentença em janeiro de 1984, chegando a publicar um edital avisando aos credores que começaria a pagar o passivo. Em 1989 o Banco Central do Brasil converteu a liquidação extrajudicial em ordinária, mas sem que tenha havido o integral ressarcimento dos credores de títulos de capitalização.
Em 16 de março de 2006 o Superior Tribunal de Justiça (STJ) reconheceu como justo e apropriado o pagamento com os dois imóveis em questão da dívida da Delfin com o Banco Nacional da Habitação (BNH), fechando assim, perante os olhos da Justiça, o caso Delfin.

## Trabalhadores demitidos
Os empregados da Delfin Rio S.A. Crédito Imobiliário e da Delfin S.A. Crédito Imobiliário foram admitidos pela Caixa Econômica Federal, em caráter excepcional, sob o regime da Consolidação das Leis do Trabalho, em 12 de novembro de 1984. O tempo de serviço anterior à admissão na Caixa Econômica Federal foi computado unicamente para fins de aposentadoria.